# Tournoi de tennis de Bari
Le tournoi de Bari est un tournoi international de tennis masculin du circuit professionnel ATP se déroulant en Italie sur terre battue. La première édition remonte à 1981 et était disputée dans la catégorie Challenger. En 1984, le tournoi intègre le circuit principal de l'ATP World Tour. Le tournoi fut transféré à Gênes à partir de 1990.
En 2021, le tournoi refait son apparition au calendrier du circuit Challenger. Il se dispute dorénavant sur dur.
En 2022, une première édition du tournoi féminin rejoint les tournois classés en WTA 125. L'épreuve est placée dans le calendrier féminin sur le début de la période post-estivale.

## Palmarès dames

### Simple
| No | Date       | Nom et lieu du tournoi  | Catégorie | Dotation  | Surface      | Vainqueure      | Finaliste        | Score          |         |
| -- | ---------- | ----------------------- | --------- | --------- | ------------ | --------------- | ---------------- | -------------- | ------- |
| 1  | 05-09-2022 | Open delle Puglie, Bari | WTA 125   | 115 000 $ | Terre (ext.) | Julia Grabher   | Nuria Brancaccio | 6-4, 6-2       | Tableau |
| 2  | 04-09-2023 | Open delle Puglie, Bari | WTA 125   | 115 000 $ | Terre (ext.) | Tamara Zidansek | Rebecca Šramková | 3-6, 7-5, 6-1  | Tableau |
| 3  | 03-06-2024 | Open delle Puglie, Bari | WTA 125   | 115 000 $ | Terre (ext.) | Anca Todoni     | Panna Udvardy    | 6-4, 6-0       | Tableau |
| 4  | 02-06-2025 | Open delle Puglie, Bari | WTA 125   | 115 000 $ | Terre (ext.) | Anca Todoni     | Anna Bondár      | 64-7, 6-4, 6-4 | Tableau |

### Double
| No | Date       | Nom et lieu du tournoi | Catégorie | Dotation  | Surface      | Vainqueures                           | Finalistes                           | Score            |         |
| -- | ---------- | ---------------------- | --------- | --------- | ------------ | ------------------------------------- | ------------------------------------ | ---------------- | ------- |
| 1  | 05-09-2022 | Open delle Puglie Bari | WTA 125   | 115 000 $ | Terre (ext.) | Elisabetta Cocciaretto Olga Danilović | Andrea Gámiz Eva Vedder              | 6-2, 6-3         | Tableau |
| 2  | 04-09-2023 | Open delle Puglie Bari | WTA 125   | 115 000 $ | Terre (ext.) | Katarzyna Kawa Anna Sisková           | V. Grammatikopoúlou Elixane Lechemia | 6-1, 6-2         | Tableau |
| 3  | 03-06-2024 | Open delle Puglie Bari | WTA 125   | 115 000 $ | Terre (ext.) | Anna Danilina Irina Khromacheva       | Angelica Moratelli Renata Zarazúa    | 6-1, 6-3         | Tableau |
| 4  | 02-06-2025 | Open delle Puglie Bari | WTA 125   | 115 000 $ | Terre (ext.) | Maria Kozyreva Iryna Shymanovich      | Quinn Gleason Ingrid Gamarra Martins | 3-6, 6-4, [10-7] | Tableau |

## Palmarès messieurs

### Simple
| No | Date       | Nom et lieu du tournoi          | Catégorie      | Dotation       | Surface        | Vainqueur          | Finaliste             | Score          |                |
| -- | ---------- | ------------------------------- | -------------- | -------------- | -------------- | ------------------ | --------------------- | -------------- | -------------- |
| 1  | 07-09-1981 | Tournoi de tennis de Bari, Bari | Challenger     | 25 000 $       | Terre (ext.)   | Zoltán Kuhárszky   | Paolo Bertolucci      | 6-4, 6-0       |                |
| 2  | 12-04-1982 | Tournoi de tennis de Bari, Bari | Challenger     | 25 000 $       | Terre (ext.)   | Paul McNamee       | Balázs Taróczy        | 6-2, 6-2       |                |
| 3  | 18-04-1983 | Tournoi de tennis de Bari, Bari | Challenger     | 25 000 $       | Terre (ext.)   | Corrado Barazzutti | Carlos Castellan      | 6-0, 6-1       |                |
| 4  | 02-04-1984 | Tournoi de tennis de Bari, Bari |                | 75 000 $       | Terre (ext.)   | Henrik Sundström   | Pedro Rebolledo       | 7-5, 6-4       |                |
| 5  | 15-04-1985 | Tournoi de tennis de Bari, Bari |                | 80 000 $       | Terre (ext.)   | Claudio Panatta    | Lawson Duncan         | 6-2, 1-6, 7-6  |                |
| 6  | 07-04-1986 | Tournoi de tennis de Bari, Bari |                | 85 000 $       | Terre (ext.)   | Kent Carlsson      | Horacio de la Peña    | 7-5, 6-7, 7-5  |                |
| 7  | 06-04-1987 | Tournoi de tennis de Bari, Bari |                | 89 400 $       | Terre (ext.)   | Claudio Pistolesi  | Francesco Cancellotti | 6-7, 7-5, 6-3  |                |
| 8  | 19-09-1988 | Tournoi de tennis de Bari, Bari |                | 93 400 $       | Terre (ext.)   | Thomas Muster      | Marcelo Filippini     | 2-6, 6-1, 7-5  |                |
| 9  | 19-06-1989 | Tournoi de tennis de Bari, Bari |                | 93 400 $       | Terre (ext.)   | Juan Aguilera      | Marián Vajda          | 4-6, 6-3, 6-4  |                |
|    | 1990-2020  | Pas de tournoi                  | Pas de tournoi | Pas de tournoi | Pas de tournoi | Pas de tournoi     | Pas de tournoi        | Pas de tournoi | Pas de tournoi |
| 10 | 22-11-2021 | Open Città di Bari, Bari        | Challenger     | 44 820 €       | Dur (ext.)     | Oscar Otte         | Daniel Masur          | 7-5, 7-5       |                |

### Double
| No | Date       | Nom et lieu du tournoi          | Catégorie      | Dotation       | Surface        | Vainqueurs                          | Finalistes                            | Score          |                |
| -- | ---------- | ------------------------------- | -------------- | -------------- | -------------- | ----------------------------------- | ------------------------------------- | -------------- | -------------- |
| 1  | 07-09-1981 | Tournoi de tennis de Bari, Bari | Challenger     | 25 000 $       | Terre (ext.)   | Ian Harris Belus Prajoux            | Gianni Marchetti Alejandro Pierola    | 6-4, 6-2       |                |
| 2  | 12-04-1982 | Tournoi de tennis de Bari, Bari | Challenger     | 25 000 $       | Terre (ext.)   | Alejandro Ganzábal Gustavo Guerrero | Luca Bottazzi Ivan DuPasquier         | 6-3, 6-2       |                |
| 3  | 18-04-1983 | Tournoi de tennis de Bari, Bari | Challenger     | 25 000 $       | Terre (ext.)   | Luca Bottazzi Simone Colombo        | Mario Calautti Bruce Derlin           | 6-2, 3-6, 6-3  |                |
| 4  | 02-04-1984 | Tournoi de tennis de Bari, Bari |                | 75 000 $       | Terre (ext.)   | Stanislav Birner Libor Pimek        | Marcel Freeman Tim Wilkison           | 2-6, 7-6, 6-4  |                |
| 5  | 15-04-1985 | Tournoi de tennis de Bari, Bari |                | 80 000 $       | Terre (ext.)   | Alejandro Ganzábal Claudio Panatta  | Marcel Freeman Laurie Warder          | 6-4, 6-2       |                |
| 6  | 07-04-1986 | Tournoi de tennis de Bari, Bari |                | 85 000 $       | Terre (ext.)   | Gary Donnelly Tomáš Šmíd            | Sergio Casal Emilio Sánchez           | 2-6, 6-4, 6-4  |                |
| 7  | 06-04-1987 | Tournoi de tennis de Bari, Bari |                | 89 400 $       | Terre (ext.)   | Christer Allgårdh Ulf Stenlund      | Roberto Azar Marcelo Ingaramo         | 6-3, 6-3       |                |
| 8  | 19-09-1988 | Tournoi de tennis de Bari, Bari |                | 93 400 $       | Terre (ext.)   | Thomas Muster Claudio Panatta       | Francesco Cancellotti Simone Colombo  | 6-3, 6-1       |                |
| 9  | 19-06-1989 | Tournoi de tennis de Bari, Bari |                | 93 400 $       | Terre (ext.)   | Simone Colombo Claudio Mezzadri     | Sergio Casal Javier Sánchez           | 0-6, 6-3, 6-3  |                |
|    | 1990-2020  | Pas de tournoi                  | Pas de tournoi | Pas de tournoi | Pas de tournoi | Pas de tournoi                      | Pas de tournoi                        | Pas de tournoi | Pas de tournoi |
| 10 | 22-11-2021 | Open Città di Bari, Bari        | Challenger     | 44 820 €       | Dur (ext.)     | Lloyd Glasspool Harri Heliövaara    | Andrea Vavassori David Vega Hernández | 6-3, 6-0       |                |